# Nangal
Nangal è una città dell'India di 40.644 abitanti, situata nel distretto di Rupnagar, nello stato federato del Punjab. In base al numero di abitanti la città rientra nella classe III (da 20.000 a 49.999 persone).

## Geografia fisica
La città è situata a 31° 22' 09 N e 76° 21' 42 E.

## Società

### Evoluzione demografica
Al censimento del 2001 la popolazione di Nangal assommava a 40.644 persone, delle quali 21.456 maschi e 19.188 femmine. I bambini di età inferiore o uguale ai sei anni assommavano a 4.335, dei quali 2.430 maschi e 1.905 femmine. Infine, coloro che erano in grado di saper almeno leggere e scrivere erano 31.767, dei quali 17.527 maschi e 14.240 femmine.